# Gamalhnúkar
Gamalhnúkar är en bergstopp i republiken Island. Den ligger i regionen Västlandet, 100 km norr om huvudstaden Reykjavík. Toppen på Gamalhnúkar är 940 meter över havet.
Trakten runt Gamalhnúkar är nära nog obefolkad, med mindre än två invånare per kvadratkilometer. Det finns inga samhällen i närheten. Trakten runt Gamalhnúkar består i huvudsak av gräsmarker.